# غشاء أرضي
الغشاء الأرضي (بالإنجليزية: Geomembrane)، عبارة عن بطانة أو حاجز غشاء اصطناعي منخفض النفاذية يستخدم مع أي مادة متعلقة بالهندسة الجيوتقنية للتحكم في انتقال السوائل (أو الغاز) في مشروع أو هيكل أو نظام من صنع الإنسان. تصنع الأغشية الأرضية من صفائح بوليمرية مستمرة رقيقة نسبيًا، ولكن يمكن تصنيعها أيضًا من تشريب الأقمشة التكسية الأرضية باستخدام بخاخات الإسفلت أو المطاط الصناعي أو البوليمرات، أو كمركبات جيولوجية للبيتومين متعددة الطبقات. الأغشية الأرضية المستمرة لصفيحة البوليمر هي الأكثر شيوعًا.

## تصنيع
يبدأ تصنيع الأغشية الأرضية بإنتاج المواد الخام، والتي تشمل راتنجات البوليمرات، والإضافات المختلفة مثل مضادات الأكسدة والملدنات ومواد الحشو وأسود الكربون ومواد التشحيم (كوسيلة مساعدة للمعالجة). ثم تتم معالجة هذه المواد الخام في صفائح ذات عرض وسمك مختلفين عن طريق البثق ، والتقويم، أو طلاء الانتشار.
تهيمن الأغشية الأرضية على مبيعات المنتجات الجيولوجية الصناعية، حيث تبلغ 1.8 مليار دولار أمريكي سنويًا في جميع أنحاء العالم، أي ما يمثل 35٪ من السوق.

## الخصائص
غالبية طرق اختبار الأغشية الأرضية العامة التي يتم الرجوع إليها في جميع أنحاء العالم هي بواسطة الجمعية الأمريكية لاختبار المواد بسبب تاريخها الطويل في هذا النشاط. الأحدث هي طريقة الاختبار التي طورتها المنظمة الدولية للمعايير. أخيرًا، طور معهد أبحاث التخليق الجيولوجي طرق اختبار مخصصة فقط لطرق الاختبار التي لم تتناولها المنظمتين السابقتين. وغالبًا ما يكون لدى البلدان الفردية والشركات المصنعة طرق اختبار خاصة.

### الخصائص الفيزيائية
الخصائص الفيزيائية الرئيسية للأغشية الأرضية في الحالة المصنعة هي:
- السمك
- الكثافة
- مؤشر تدفق الذوبان
- الكتلة لكل وحدة المساحة (الوزن)
- انتقال البخار (الماء والمذيبات).

### الخصائص الميكانيكية
هناك عدد من الاختبارات الميكانيكية التي تم تطويرها لتحديد قوة مواد الصفائح البوليمرية. تم تبني العديد منها لاستخدامها في تقييم الأغشية الأرضية. وهي تمثل كل من مراقبة الجودة والتصميم، أي مؤشر مقابل اختبارات الأداء.
- قوة الشد والاستطالة
- المقاومة المسيل للدموع
- تأثير المقاومة
- ثقب مقاومة
- قوة قص واجهة
- قوة المرسى
- تكسير الإجهاد (حمل ثابت ونقطة واحدة).

### قدرة التحمل
يجب اعتبار أي ظاهرة تؤدي إلى حدوث انشقاق في السلسلة البوليمرية أو تكسير الروابط أو استنفاد المواد المضافة أو الاستخراج داخل الغشاء الأرضي بمثابة خطر على أدائها على المدى الطويل. هناك عدد من المخاوف المحتملة في هذا الصدد. في حين أن كل واحدة منها خاصة بمواد معينة ، فإن الاتجاه العام للسلوك هو جعل الغشاء الأرضي يصبح هشًا في سلوك إجهاده مع مرور الوقت. هناك العديد من الخواص الميكانيكية التي يجب تتبعها في مراقبة مثل هذا التدهور طويل المدى: انخفاض الاستطالة عند الفشل، زيادة معامل المرونة ، الزيادة (ثم النقص) في الإجهاد عند الفشل (أي القوة)، الفقدان العام لليونة. من الواضح أنه يمكن استخدام العديد من الخواص الفيزيائية والميكانيكية لمراقبة عملية تحلل البوليمرات.
- التعرض للأشعة فوق البنفسجية (مختبر المجال)
- التحلل الإشعاعي
- التدهور البيولوجي (الحيوانات ، الفطريات أو البكتيريا)
- التحلل الكيميائي
- السلوك الحراري (حار أو بارد)
- تدهور الأكسدة.

### على المدى الطويل
الأغشية الجيولوجية تتحلل ببطء بما فيه الكفاية حتى أن سلوكها مدى الحياة لم يكن مجهولا وبالتالي ، فإن الاختبار المتسارع، إما عن طريق الضغط العالي ودرجات الحرارة المرتفعة أو السوائل العدوانية، هو الطريقة الوحيدة لتحديد كيفية تصرف المادة على المدى الطويل.

## الاغلاق
تتمثل الآلية الأساسية لإغلاق صفائح الأغشية الأرضية البوليمرية معًا في إعادة تنظيم هيكل البوليمر مؤقتًا (عن طريق الذوبان أو التليين) من السطحين المتعارضين ليتم ضمهما بطريقة مسيطر عليها، وبعد تطبيق الضغط، يؤدي إلى ربط الصفحتين معًا. تنتج عملية إعادة التنظيم هذه عن مدخلات للطاقة التي تنشأ من العمليات الحرارية أو الكيميائية. قد تتضمن هذه العمليات إضافة بوليمر إضافي في المنطقة المراد ربطها.
من الناحية المثالية، يجب ألا يؤدي إغلاق صفائح الأغشية الأرضية إلى خسارة صافية في قوة الشد عبر الصفحتين، ويجب أن تؤدي الصفائح المرتبطة بصفتها ورقة غشاء أرضي واحد. ومع ذلك، نظرًا لتركيزات الإجهاد الناتجة عن هندسة التماس، قد تؤدي تقنيات الإغلاق الحالية إلى قوة شد طفيفة أو فقدان استطالة بالنسبة للورقة الأصل. خصائص المنطقة الملحومة هي وظيفة لنوع الغشاء الأرضي وتقنية الإغلاق المستخدمة.

## تطبيقات

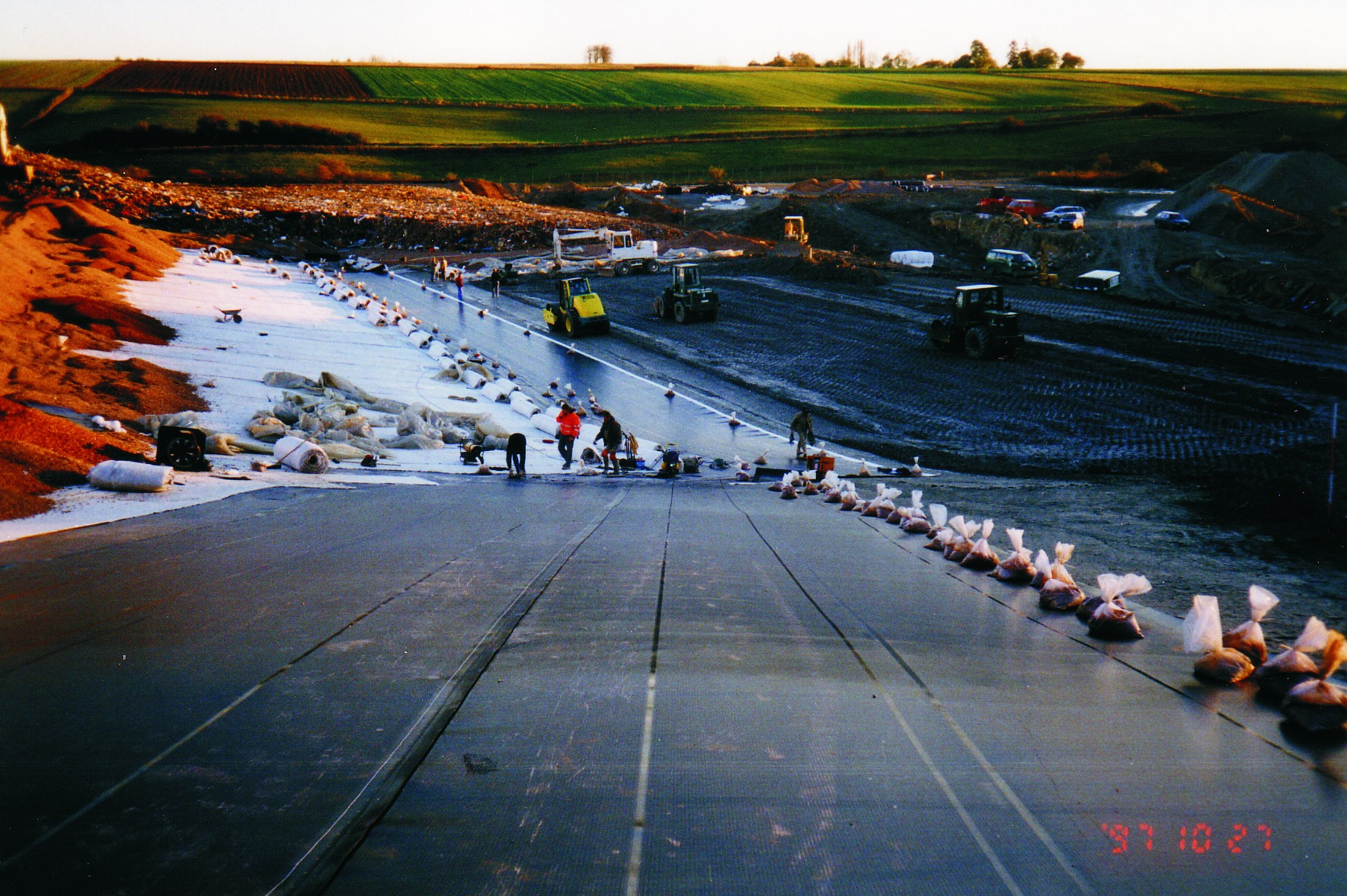
تركيب غشاء أرضي كجزء من بناء نظام بطانة القاعدة لمكب النفايات.

تم استخدام الأغشية الأرضية في التطبيقات البيئية والجيوتقنية والهيدروليكية والنقل والتطبيقات الخاصة التالية:
- كبطانات لمياه الشرب
- كخطوط للمياه الاحتياطية (على سبيل المثال، الإغلاق الآمن للمنشآت النووية)
- كبطانات لسوائل النفايات (مثل حمأة مياه الصرف الصحي)
- بطانات سائلة النفايات المشعة أو الخطرة
- كبطانات لاحتواء الثانوية من صهاريج التخزين تحت الأرض
- كبطانات للبرك الشمسية
- كبطانات لحلول ملحي
- كبطانات لصناعة الزراعة
- كبطانات لصناعة الاستزراع المائي ، مثل بركة السمك / الروبيان
- كبطانات للجولف ملعب ثقوب المياه والمستودعات الرمال
- كبطانات لجميع أنواع الأحواض الزخرفية والمعمارية
- كبطانات لقنوات نقل المياه
- كبطانات لمختلف قنوات نقل النفايات
- كبطانات لمكبات النفايات الصلبة الأولية والثانوية، وأكوام النفايات
- كأغطية لمكبات النفايات الصلبة
- كأغطية لهضم السماد الهوائي واللاهوائي في الصناعة الزراعية
- كأغطية رماد الفحم محطة توليد الكهرباء
- كبطانات للجدران العمودية: مفردة أو مزدوجة مع الكشف عن تسرب
- كقطع في السدود الترابية المخصصة للسيطرة على التسرب
- كبطانات لممرات الطوارئ
- كبطانات تسرب المياه داخل الأنفاق وخطوط الأنابيب
- كما تواجه ماء للبناء والسدود الخرسانية
- كحاجز للخزانات العائمة للسيطرة على التسرب
- كغطاء لخزان عائم لمنع التلوث
- لاحتواء ونقل السوائل في الشاحنات
- لاحتواء ونقل مياه الشرب والسوائل الأخرى في المحيط
- كحاجز أمام الروائح من المكبات
- كحاجز للأبخرة (الرادون، الهيدروكربونات، إلخ) أسفل المباني
- للسيطرة على التربة الموسعة
- للسيطرة على التربة عرضة الصقيع
- لحماية المناطق الحساسة بالوعة من المياه المتدفقة
- لمنع تسرب المياه في المناطق الحساسة
- لتشكيل أنابيب الحاجز والسدود
- لمواجهة الدعامات الهيكلية كأقفاص مؤقتة
- لإجراء تدفق المياه في المسارات المفضلة
- تحت الطرق السريعة لمنع التلوث من التذويب الأملاح
- تحت وبالقرب من الطرق السريعة لالتقاط الانسكابات السائلة الخطرة
- للمساعدة في إنشاء التوحيد من الانضغاط وتحت السطحية
- كطبقة عازلة أسفل التراكبات الإسفلتية
- لاحتواء خسائر التسرب في الدبابات الموجودة فوق الأرض